# João Pina
João Pina (Lisboa, 31 de julho de 1981) é um antigo judoca português de  -73 kg. Representava o Sporting Clube de Portugal, sendo seu treinador, Pedro Soares.

## Carreira
Atleta de Alto Rendimento, com duas presenças em Jogos Olímpicos de Verão: Jogos Olímpicos de Verão de 2004, em Atenas, Grécia, classificando-se em 7º lugar  e Jogos Olímpicos de Verão de 2008, em Pequim, China, em que obteve o 11º lugar. Está no Projecto Olímpico Londres 2012. É bicampeão da Europa: O atleta do Sporting Clube de Portugal foi campeão da Europa em 2010, na categoria de -73 kg, após derrotar o russo Batradz Kaitmazov, na final de Viena de Áustria e no dia 22 de Abril de 2011, voltou a conquistar novo título europeu na categoria -73 kg, ao bater o russo Murat Kodzokov, na final, em Istambul.
É 9ª do "ranking" mundial, com 730 pontos
Estuda  Fisioterapia na Escola Superior de Saúde de Lisboa.
Conquistou em 22 de Abril de 2011  a medalha de Ouro  no Campeonato da Europa, em Istambul, sagrando-se bicampeão da Europa. No ano anterior, em Viena de Austria tinha conquistado  o seu primeiro título europeu.
Foi  6 vezes Campeão Nacional , cinco das quais em sénior e uma como júnior.
Para além dos dois títulos de Campeão da Europa conquistou mais 12 medalhas em Taças do Mundo,  Grand Prix e Grand Slam. Em 2010 foi medalha de Ouro no Grand Prix de Roterdão e na Taça do Mundo de Lisboa e medalha de bronze no Grand Prix de Dusseldorf.
Como júnior, foi vice-campeão europeu, no ano 2000, em Nicósia, Chipre.
O seu elevado nível desde logo despertou o interesse de alguns clubes europeus de judo. Contudo, foi o TSV Abensberg da Alemanha que o contratou e ao serviço do qual conquistou 6 medalhas, sendo 4 de bronze e 2 de vice campeão europeu de clubes.

Retirou-se em 2014 depois de uma lesão tendo-se juntado à federação portuguesa de judo como seleccionador nacional de júniores.

## Melhores resultados
2011
- Medalha de ouro |Campeão da Europa - "Campeonato da Europa de Séniores"   Turquia |Istambul
- Medalha de prata - "Grand Slam do Rio de Janeiro" de  Brasil [8]

2010
- Medalha de ouro |Campeão da Europa - "Campeonato da Europa de Séniores"   Áustria |Viena
- Medalha de ouro - "Grand Prix" de  Países Baixos |Roterdão
- Medalha de ouro - "Taça do Mundo" de  Portugal |Lisboa
- Medalha de bronze - "Grand Prix" de  Alemanha |Dusseldorf
- Medalha de bronze - "Campeonato Europeu de Clubes"   Rússia |Cheboksary[9]

2009
- Medalha de bronze - "Campeonato Europeu de Clubes"   Alemanha |Abensberg[10]

2008
- Medalha de ouro - "Taça do Mundo" de  Chéquia |Praga
- Medalha de bronze - "Campeonato Europeu de Clubes"   Estónia |Tallinn[11]

2007
- Medalha de bronze - " Taça do Mundo " de  Reino Unido |Birmingham
- Medalha de bronze - "Grand Slam" de  Rússia |Moscovo

2006
- Medalha de bronze - "Taça do Mundo" de  Portugal |Lisboa
- Medalha de bronze - "Taça do Mundo" de  Suécia |Boras
- Medalha de bronze - "Taça do Mundo" de  Chéquia |Praga

2004
- 7º Lugar  nos Jogos Olímpicos de Atenas
- Medalha de ouro - "German Open Braunschweig " de  Alemanha
- Medalha de bronze - "Grand Slam de Paris" de  França |Paris
- Medalha de bronze - "Campeonato Europeu de Clubes"   Alemanha |Abensberg

2003
- 5º lugar no Campeonato do Mundo de  Japão | Osaca
- Medalha de prata - "Taça do Mundo”  de   Polónia |  Varsóvia
- Medalha de prata - "Campeonato Europeu de Clubes"   Países Baixos |Harleem

2002
- Medalha de bronze - "Campeonato Europeu de Clubes"   Alemanha |Abensberg

2001
- Medalha de ouro - "German Open Bonn " de  Alemanha | Bonna
- Medalha de ouro - "Grand Prix Citá" di  Itália | Roma
- Medalha de bronze - "Grand Slam de Paris" de  França |Paris
- Medalha de bronze - "Taça do Mundo" de  Bulgária |Sófia

2000
- Medalha de prata - "Campeonato da Europa de Juniores”  de   Chipre |  Nicósia

fonte - 